# Eugenia neolaurifolia
Eugenia neolaurifolia är en myrtenväxtart som beskrevs av Marcos Sobral. Eugenia neolaurifolia ingår i släktet Eugenia och familjen myrtenväxter. Inga underarter finns listade i Catalogue of Life.